# Riqueza de Sons
Riqueza de Sons é o quarto álbum de estúdio da banda brasileira de rock cristão Complexo J, lançado em meados de 1994.
Contém algumas mudanças no som do grupo, orientando-se por um estilo mais eclético, com influências da tropicália. Foi gravado durante o final de 1993, nos estúdios de Sylas Jr., músico que se tornaria o baterista do Fruto Sagrado.
| Críticas profissionais | Críticas profissionais |
| Avaliações da crítica  | Avaliações da crítica  |
| Fonte                  | Avaliação              |
| ---------------------- | ---------------------- |
| O Propagador           | [ 3 ]                  |

## Faixas
Lado A
1. "Ieoah (Moça Bela)"
2. "Se Tu Amas"
3. "Quem Tem Sede"
4. "Fonte de Vida"
5. "Vida e Luz"

Lado B
1. "Tudo o que Você Pensou"
2. "Complexidade de Vida"
3. "Riqueza de Sons"
4. "Beira do Rio"
5. "Brasil"

## Ficha técnica
Banda
- Marco Salomão: guitarra e vocal
- Liza Cardoso: vocal
- Helio Zagaglia: guitarra
- Joel Alves: baixo
- Paulinho: teclado
- Caca: bateria

Músicos convidados
- Joel Alves.: produção musical
- Sylas Jr.: programação
- Juninho Fontes: percussão
- Gerson Rangel: vocal de apoio

Arte gráfica
- Marina de Oliveira - capa